# Blue Highway
Blue Highway – amerykańska komedia z 2013 roku w reżyserii Kyle’a Smitha.
Film miał swoją światowa premierę 25 października 2013 roku we Wrocławiu na  3. American Film Festivalu.

## Fabuła
Film opowiada historię podróży samochodem fordem Explorerem Kerry (Kerry Bishé) i Dillona (Dillon Porter) przez Stany Zjednoczone.

## Obsada
- Kerry Bishé jako Kerry
- Dillon Porter jako Dillon
- Jeremy Spencer jako Jeremy
- Charla Cochran jako Charla
- Aaron Bennett (narrator)
- Kyle Rouse
- Bernadette Chapman
- Mathew Spencer
- Jeff Morrison
- Alex Ross
- Bradley Sessuns
- Ellen Massey
- David Schneider
- Bob Turton
- Tom DiMenna